# Olle Skrede
Olof (Olle) Skrede, född 29 september 1910 i Vänersborg, död 1983, var en svensk reklamkonstnär, tecknare och grafiker.
Han var son till konservatorn Aron Svensson och Hulda Rylin och gift 1937–1959 Margareta Lindvall. Efter studentexamen studerade han vid Blombergs målarskola 1930–1931 och Tekniska skolan i Stockholm samt under studieresor till Tyskland, England, Frankrike och Schweiz. Han anställdes 1934 som lärare vid Deels konst och reklamskola i Stockholm och var senare även konstnärlig ledare vid Wezäta i Göteborg. Förutom reklamteckningar och affischer består hans konst av porträtt och landskap från den svenska västkusten. Skrede är representerad vid Nationalmuseum i Stockholm.